# Bethesda (Pensilvânia)
Bethesda é uma área não incorporada no Condado de Lancaster, no estado americano da Pensilvânia.

## História
Uma agência de correios chamada Bethesda havia sido estabelecida em 1957, tendo permanecido em operação até sua descontinuação em 1904. O nome da comunidade foi inspirado no tanque de Betesda, um local referido na Bíblia.